# توفيق أحمد المنصور

توفيق أحمد خليل المنصور مندوب البحرين الدائم لدى الأمم المتحدة. قدم أوراق اعتماده إلى الأمين العام للأمم المتحدة في 21 مايو 2003.
المنصور نائب الرئيس الحالي للجمعية العامة للأمم المتحدة وبالتالي يتولى منصب رئيس الجمعية العامة في بعض الأحيان.